# Poliuretano proyectado
Poliuretano proyectado es un material plástico de composición celular empleado como aislante térmico y acústico y como impermeabilizante tanto en edificación como en industria. Es también conocido con el nombre de espuma de poliuretano.

## Historia
El descubrimiento del poliuretano se remonta al año 1937, gracias a las investigaciones desarrolladas por Otto Bayer. Se empezó a utilizar en la década de 1950, ya que hasta entonces no existieron máquinas capaces de procesarlo.

## Descripción

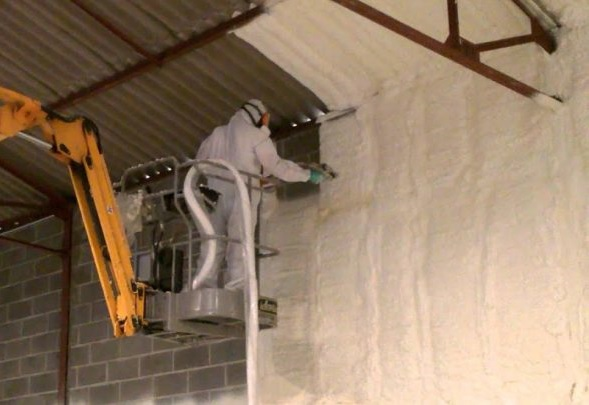
Poliuretano proyectado en nave industrial

La mezcla de los dos componentes poliol e isocianato, líquidos a temperatura ambiente, produce una reacción química exotérmica. Esta reacción química se caracteriza por la formación de enlaces entre el poliol y el isocianato, consiguiendo una estructura sólida, uniforme y muy resistente. Si el calor que desprende la reacción se utiliza para evaporar un agente hinchante, se obtiene un producto rígido que posee una estructura celular, con un volumen muy superior al que ocupaban los productos líquidos. Es lo que denominamos espuma rígida de poliuretano, o PUR.
La espuma rígida de poliuretano es un material sintético duroplástico, altamente reticulado espacialmente y no fusible. En las densidades habituales, para aislamiento térmico, la espuma contiene solamente una pequeña parte de materia sólida (con una densidad de 35 kg/m³, sólo el 3% del volumen es materia sólida).
La espuma rígida de poliuretano aplicada in situ por proyección, o poliuretano proyectado, se obtiene mediante una pulverización simultánea de los dos componentes sobre una superficie denominada sustrato.

## Propiedades
Aislamiento térmico

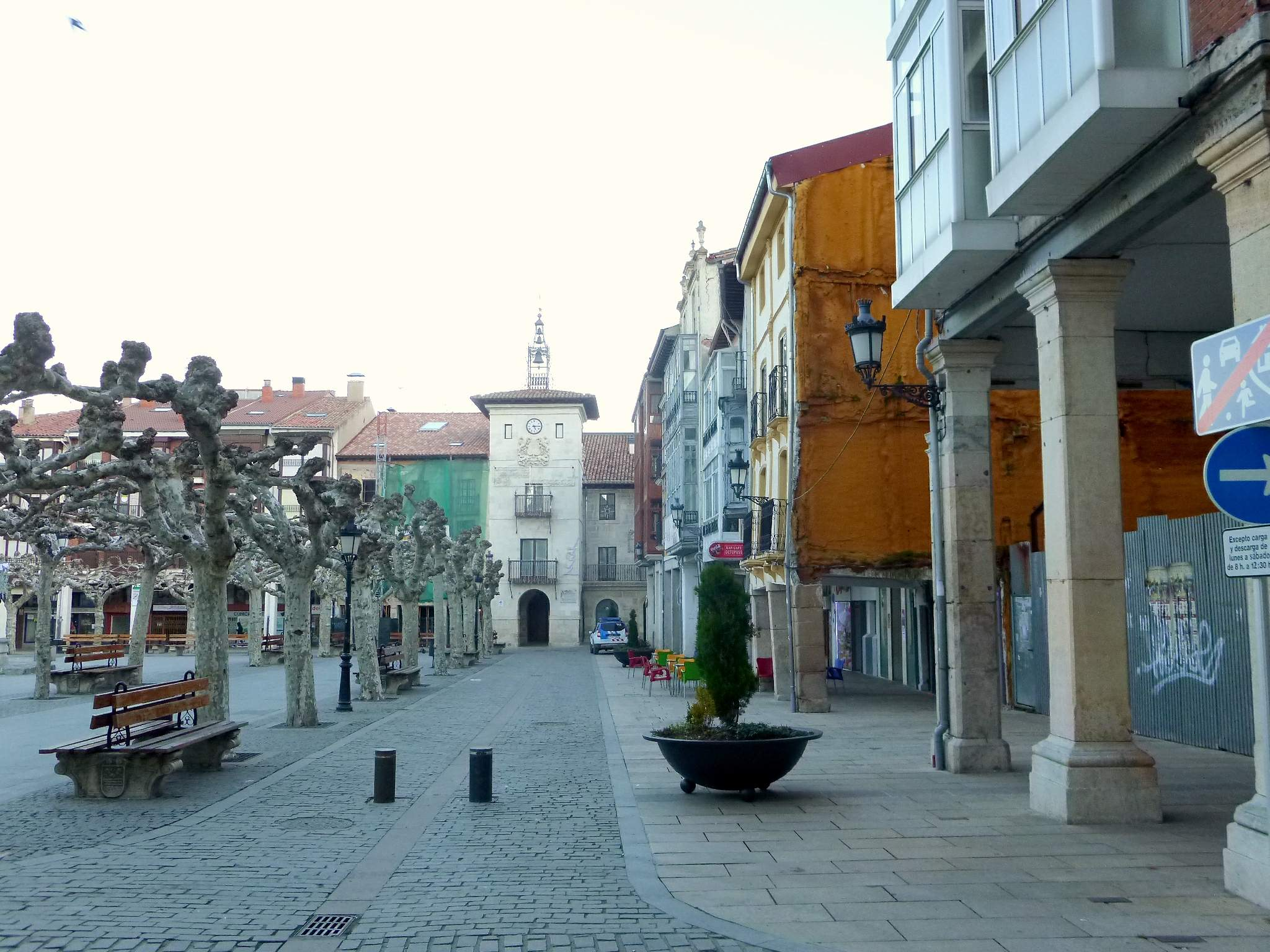
Proyectado en un edificio

- El poliuretano proyectado tiene un valor de conductividad bajo, alrededor de 0.028 W/m•K, pero depende de la densidad e instalación adecuada.
- La capacidad de aislamiento del poliuretano proyectado es muy robusta frente a los efectos de envejecimiento a los que están expuestos habitualmente los aislamientos térmicos.
- Con el poliuretano proyectado es más fácil controlar los puentes térmicos ya que se puede mantener el espesor del aislamiento y hacer las geometrías que se consideren oportunas para la solución.
- El poliuretano proyectado alcanza un alto nivel de aislamiento con poco espesor, pero existen unos mínimos normativos.

Acondicionador acústico
- La utilización de espumas de celda abierta, además, tiene un efecto positivo de absorción acústica. Puede sufrir desgaste y envejecimiento, incrementándose su deterioro si se deja visto.

Impermeabilidad de fachadas
- El poliuretano proyectado, al ser un sistema continuo intermedio, cumple sin enfoscado previo con el máximo grado de impermeabilidad de las fachadas de la forma más sencilla y económica.

Control de humedad
- El poliuretano proyectado, siendo impermeable al agua, permite transpirar al cerramiento.
- En aquellas soluciones constructivas en las que exista riesgo de condensación será necesario interponer una barrera de vapor in situ para evitar patologías.

Seguridad frente al fuego
- La clasificación de reacción al fuego del poliuretano proyectado desnudo va desde C,s3-d0 hasta E.
- La clasificación en aplicación final de uso va desde B-s1,d0 hasta F.
- El CTE permite la utilización de poliuretano en la mayoría de las aplicaciones.
- En fachadas ventiladas de más de 18 m es necesario proteger la espuma.

Salubridad
- El poliuretano es un material completamente inocuo y saludable para el hombre, si está debidamente protegido y se aplica en obra con las garantías suficientes de ventilación. Contiene HCN (cianuro de hidrógeno) que es perjudicial para la salud en caso de incendio.

Sostenibilidad
- El poliuretano proyectado ayuda a reducir las pérdidas térmicas, de forma económica, y garantizando el confort de las personas. Su producción no es ecológica.

Resistencia mecánica
- La resistencia a la compresión varía linealmente con la densidad, así tenemos una resistencia a compresión mayor de 200 kPa, válido para cubiertas y suelos, en espumas de más de 40 kg/m³.

Estabilidad química
- El poliuretano proyectado puede pintarse, barnizarse, pegarse, revestirse, o puede ser utilizado como revestimiento de locales con atmósferas agresivas, siempre y cuando se garantice que no tendrá contacto con el fuego.

Adherencia
- Presenta gran adherencia sobre sustratos consistentes, limpios y secos.
- Su adherencia frente a otros materiales se puede mejorar mediante el rascando de la superficie a cubrir o mediante el empleo de imprimación.
- No adhiere bien sobre plásticos como el polietileno.
- No adhiere a materiales como el PTFE o Teflón, ni al polipropileno.

Puesta en obra
- Al ser un material proyectado in situ, el poliuretano proyectado presenta una gran versatilidad e infinidad de ventajas en la puesta en obra.

Normalización
- El poliuretano proyectado es un producto de construcción con Norma UNE de AENOR tanto para la fabricación de sistemas como para la aplicación, desde el año 1998.

Certificación
- El poliuretano proyectado puede certificar sus propiedades antes de la instalación y una vez instalado en obra.

## Aplicaciones

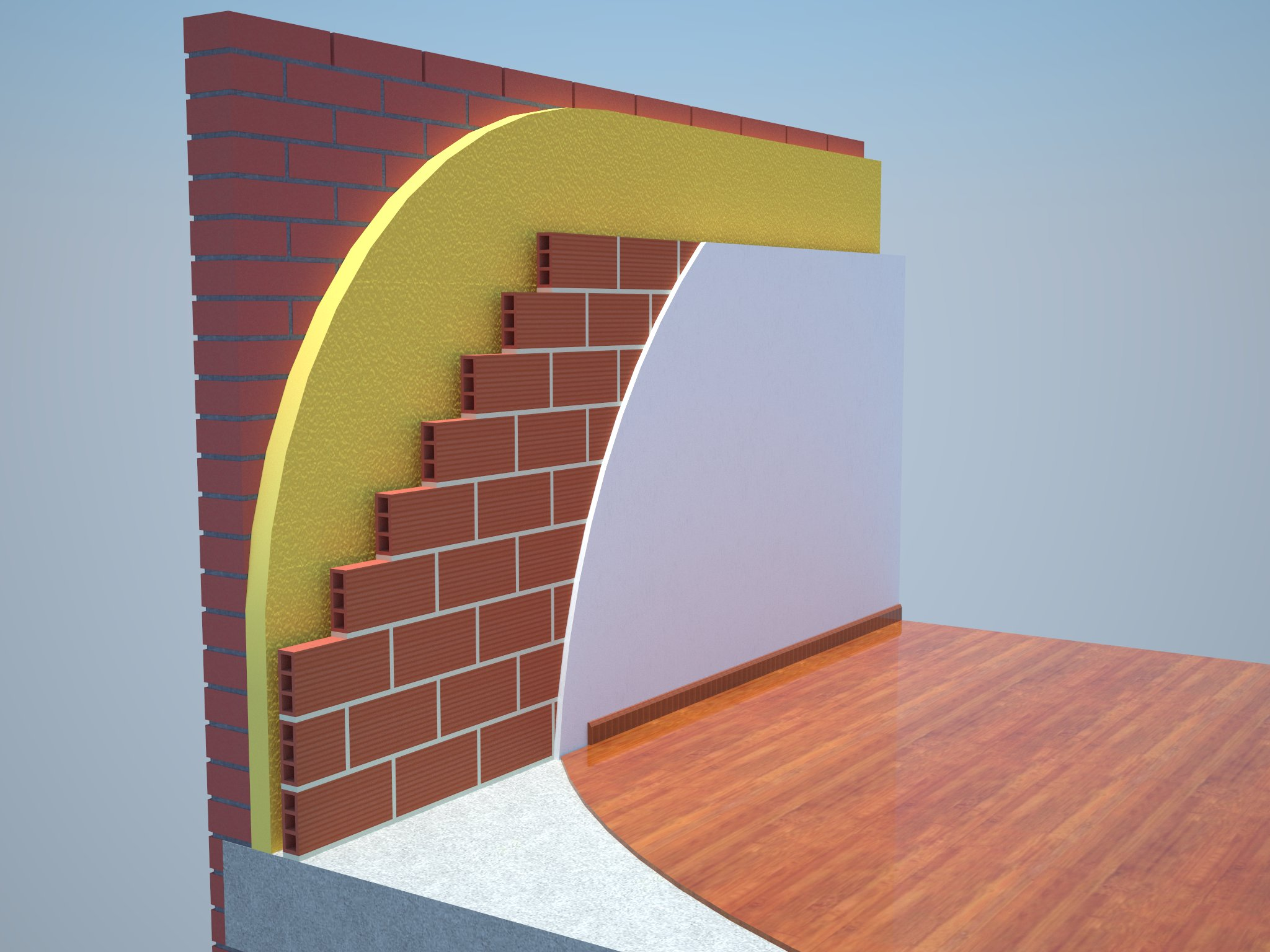
Cerramiento de fachada compuesto de hoja principal exterior, poliuretano proyectado y trasdosado interior de tabiquería húmeda. La solución más habitual para la ejecución de fachadas en obra nueva.

Fachada con aislamiento interior y tabiquería húmeda
Fachada con aislamiento interior y tabiquería seca

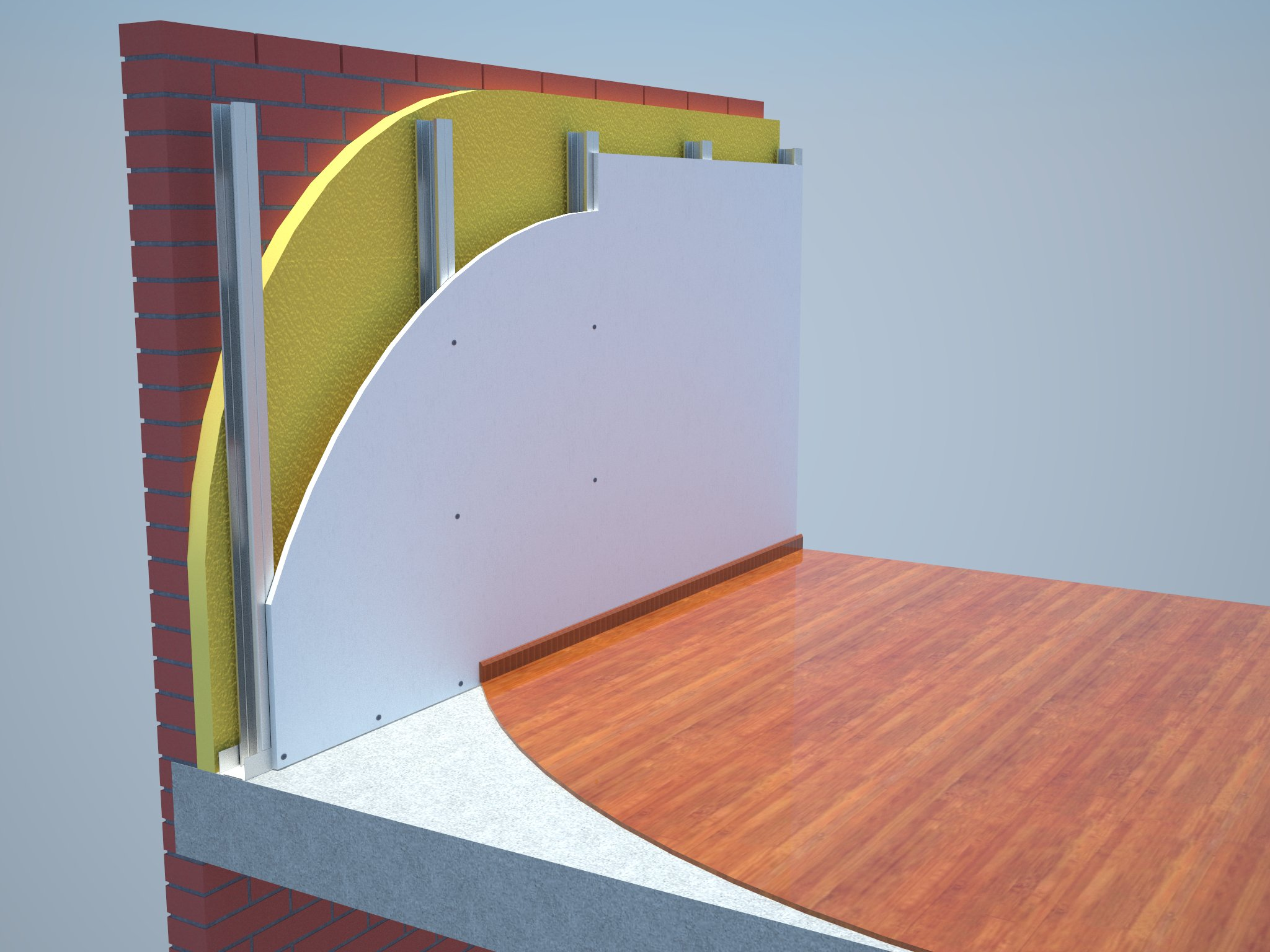
Cerramiento de fachada compuesto de hoja principal exterior, poliuretano proyectado y trasdosado interior de tabiquería seca. Solución para la ejecución de fachadas en obra nueva y rehabilitación integral.

Fachada con aislamiento exterior y revestimiento continuo
Fachada ventilada
Fachada con cámara para inyección
Cubierta plana transitable
Cubierta plana no transitable
Cubierta inclinada

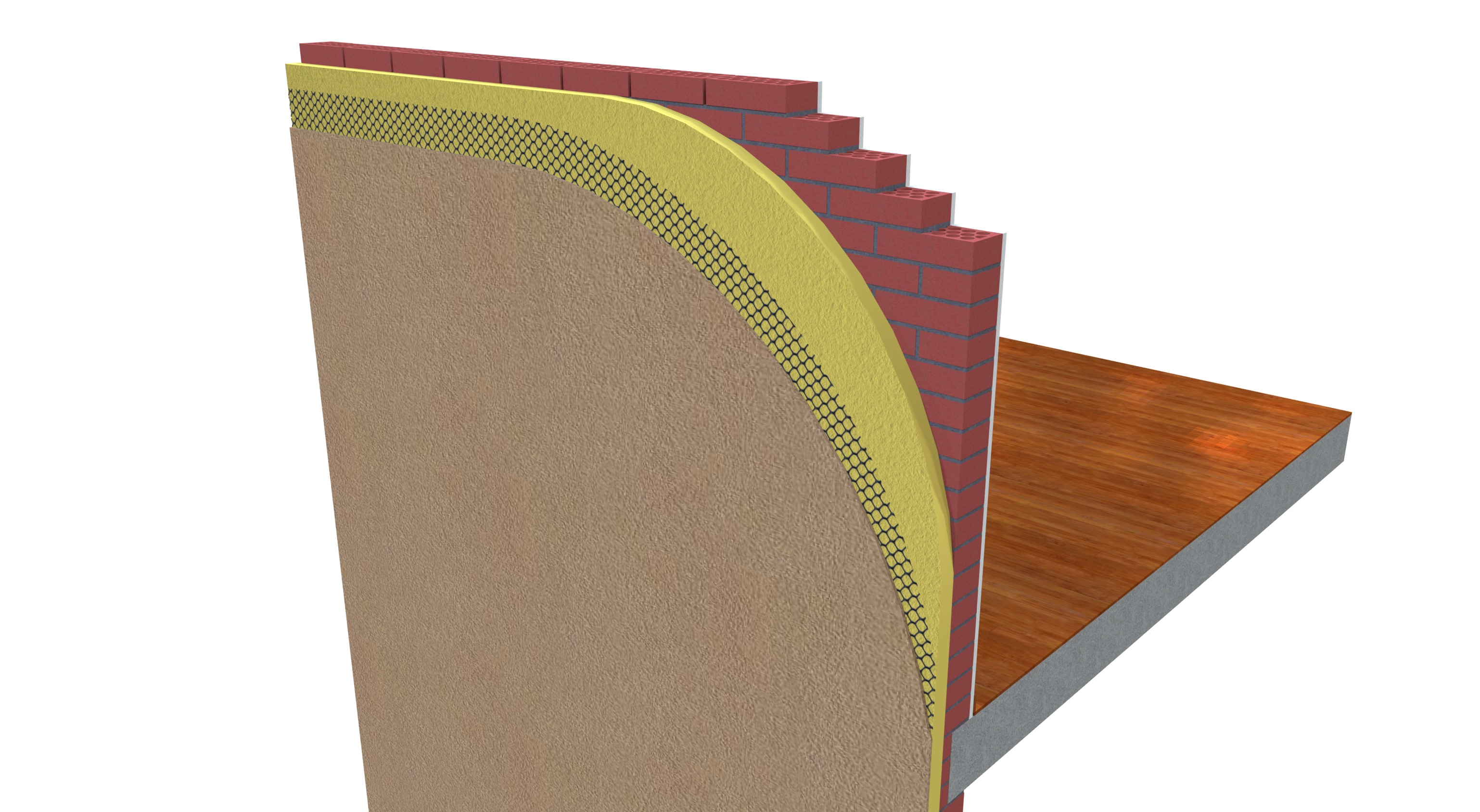
Cerramiento de fachada compuesto de revestimiento exterior aplicado directamente sobre el poliuretano, hoja principal y acabado interior. Solución indicada para rehabilitación.

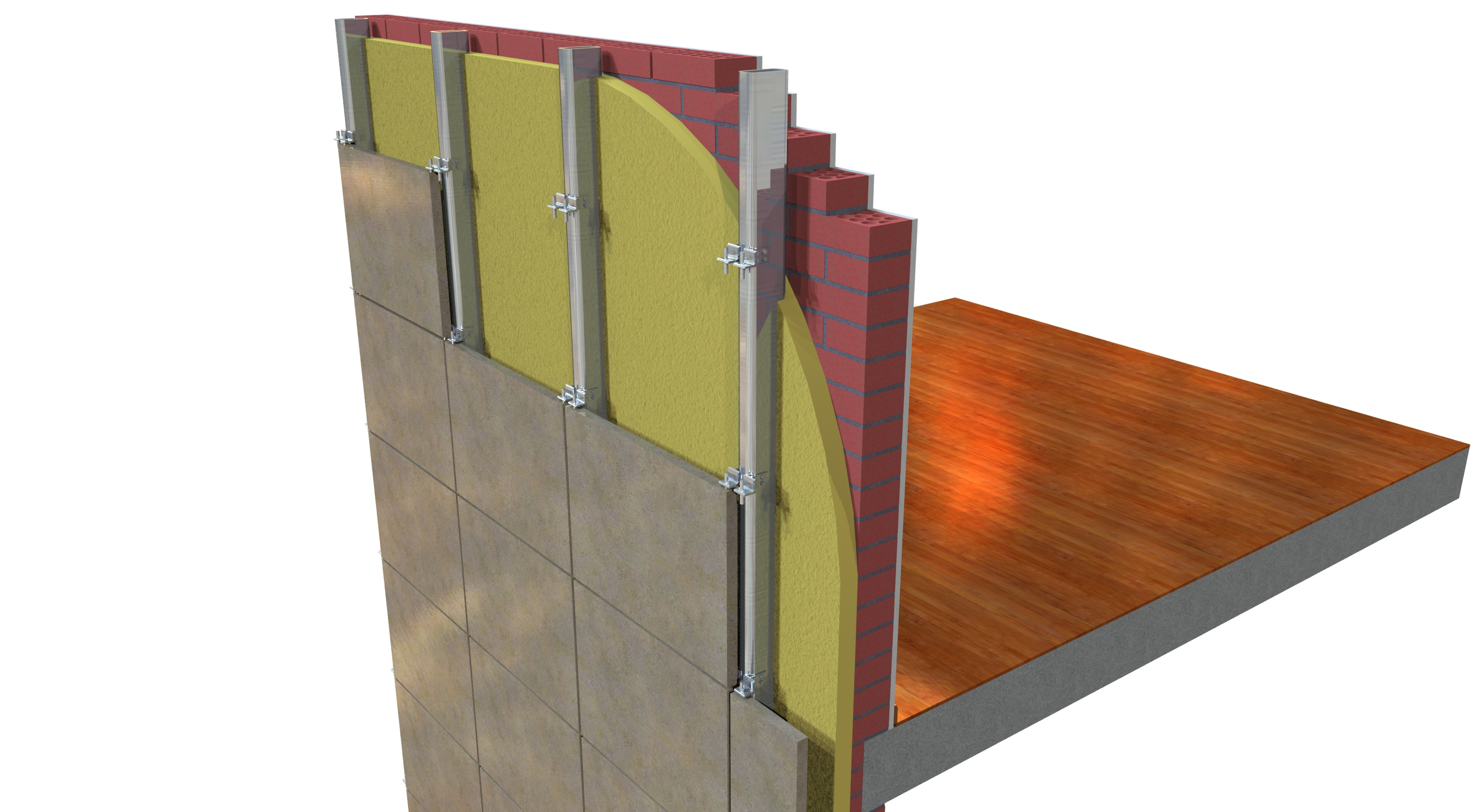
Cerramiento de fachada compuesto de aplacado exterior, cámara ventilada, poliuretano proyectado sobre la hoja principal, y acabado interior. Solución válida para obra nueva y rehabilitación.

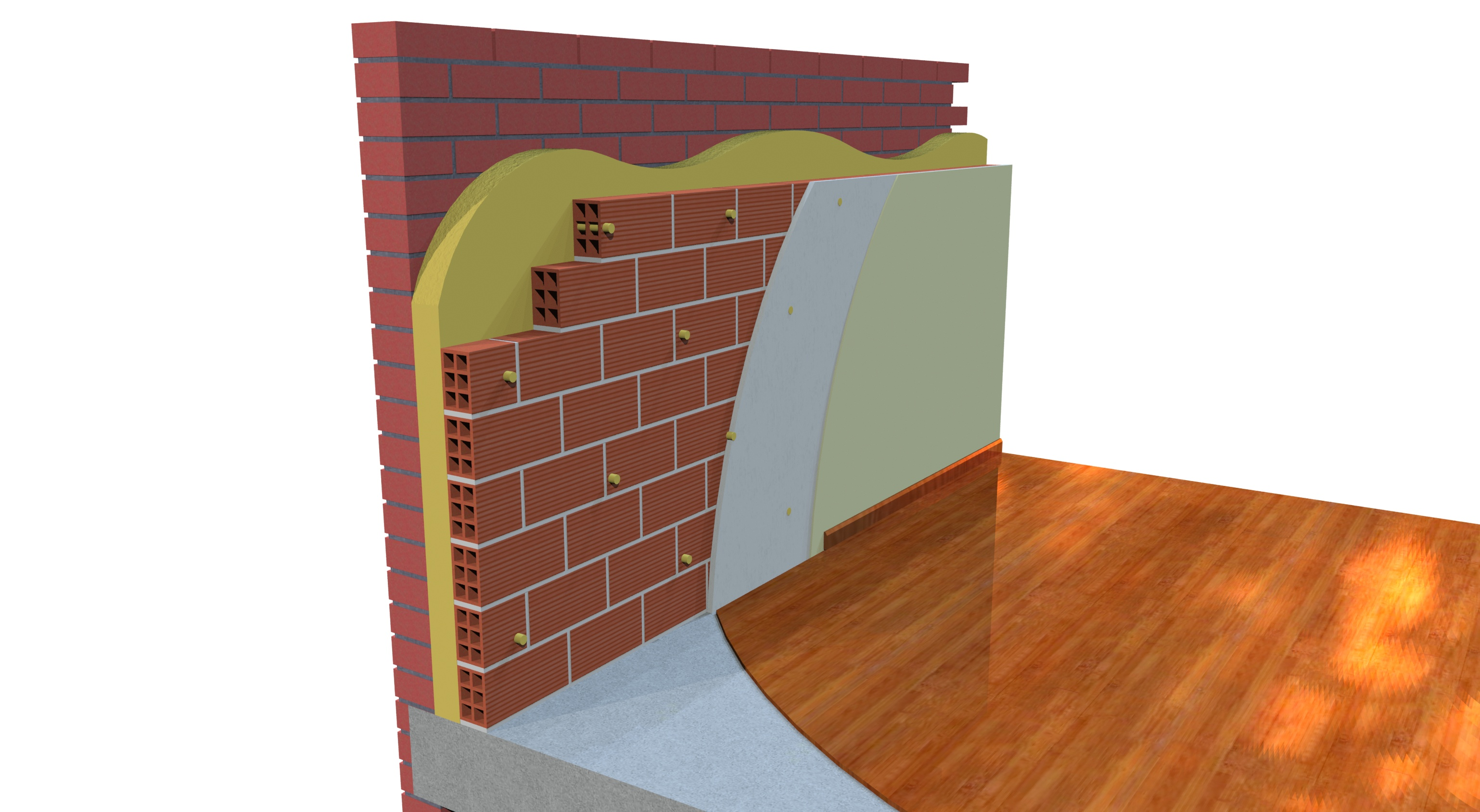
Cerramiento de fachada compuesto de hoja principal exterior, poliuretano inyectado y trasdosado interior. Solución recomendada para rehabilitación, cuando exista cámara de aire.

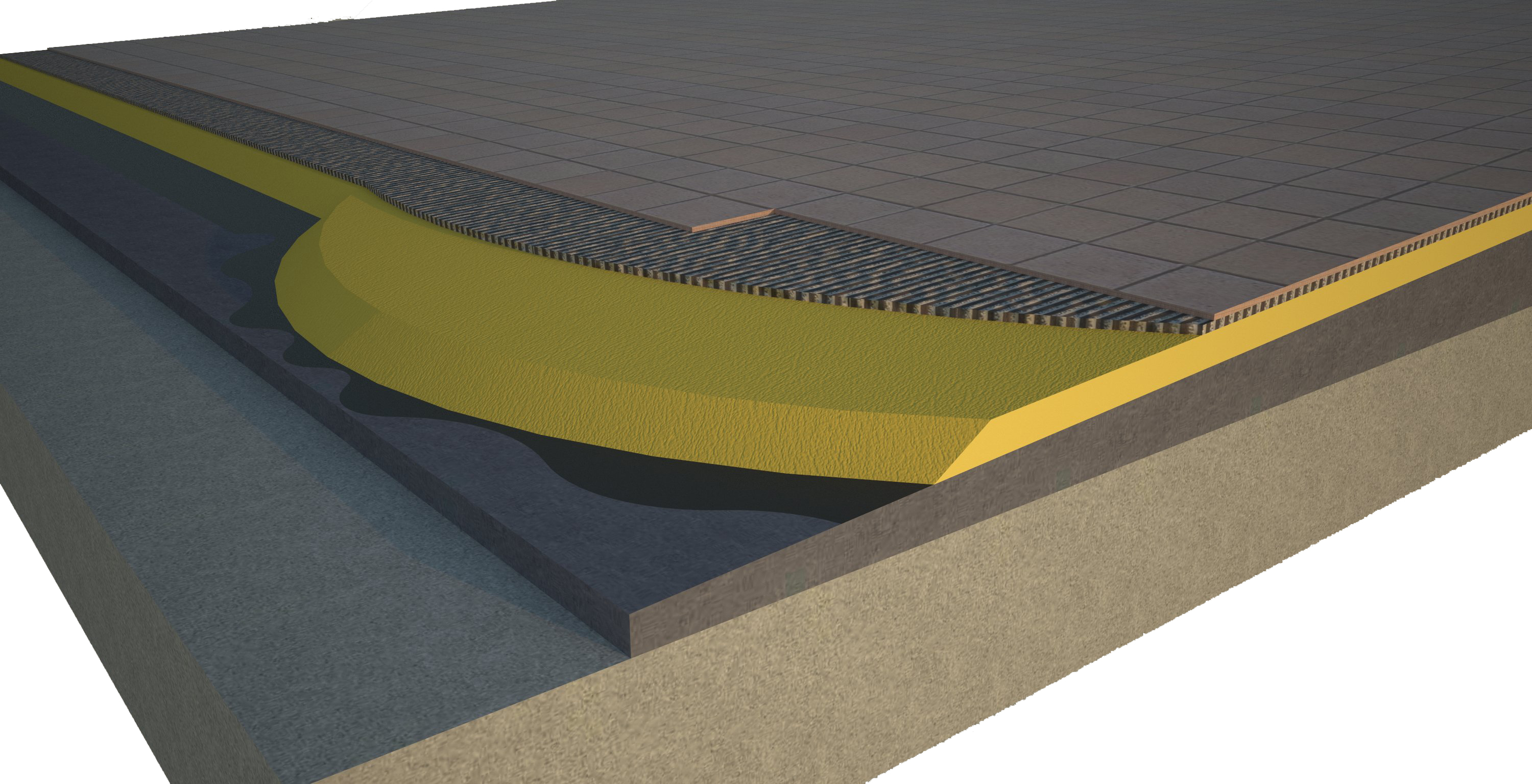
Cerramiento de cubierta compuesto por acabado transitable, capa de compresión, poliuretano proyectado, impermeabilización convencional o invertida, y soporte resistente. Solución válida para obra nueva y rehabilitación.

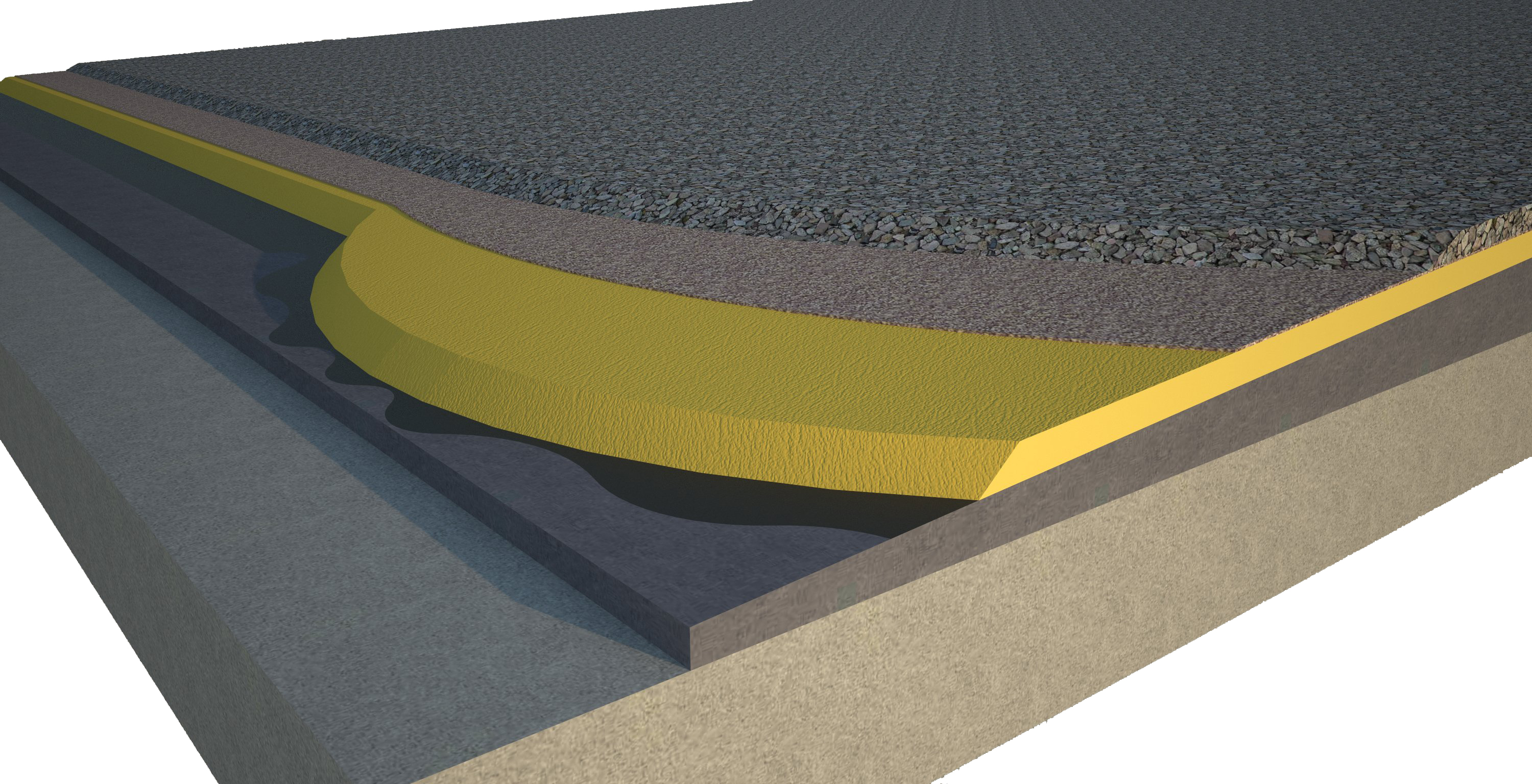
Cerramiento de cubierta compuesto por acabado no transitable, aislamiento con poliuretano proyectado, impermeabilización convencional o invertida, y soporte resistente. Solución válida para obra nueva y rehabilitación.

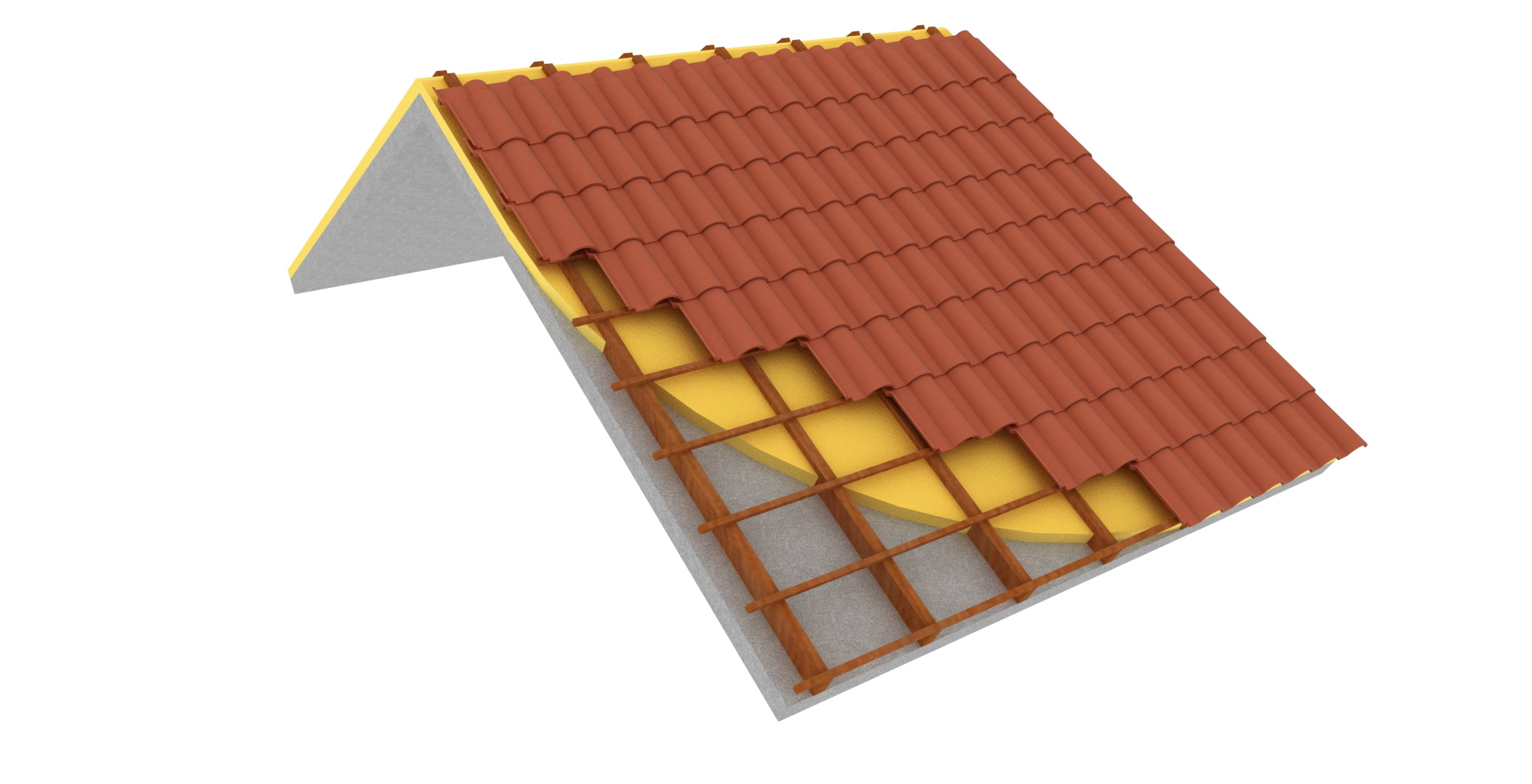
Cerramiento de cubierta inclinada compuesto por acabado exterior de teja, pizarra o impermeabilización autoprotegida, sistema de fijación por pelladas o rastreles, poliuretano proyectado y soporte resistente. Solución válida para obra nueva y rehabilitación.

Cubierta aislada entre tabiques palomeros

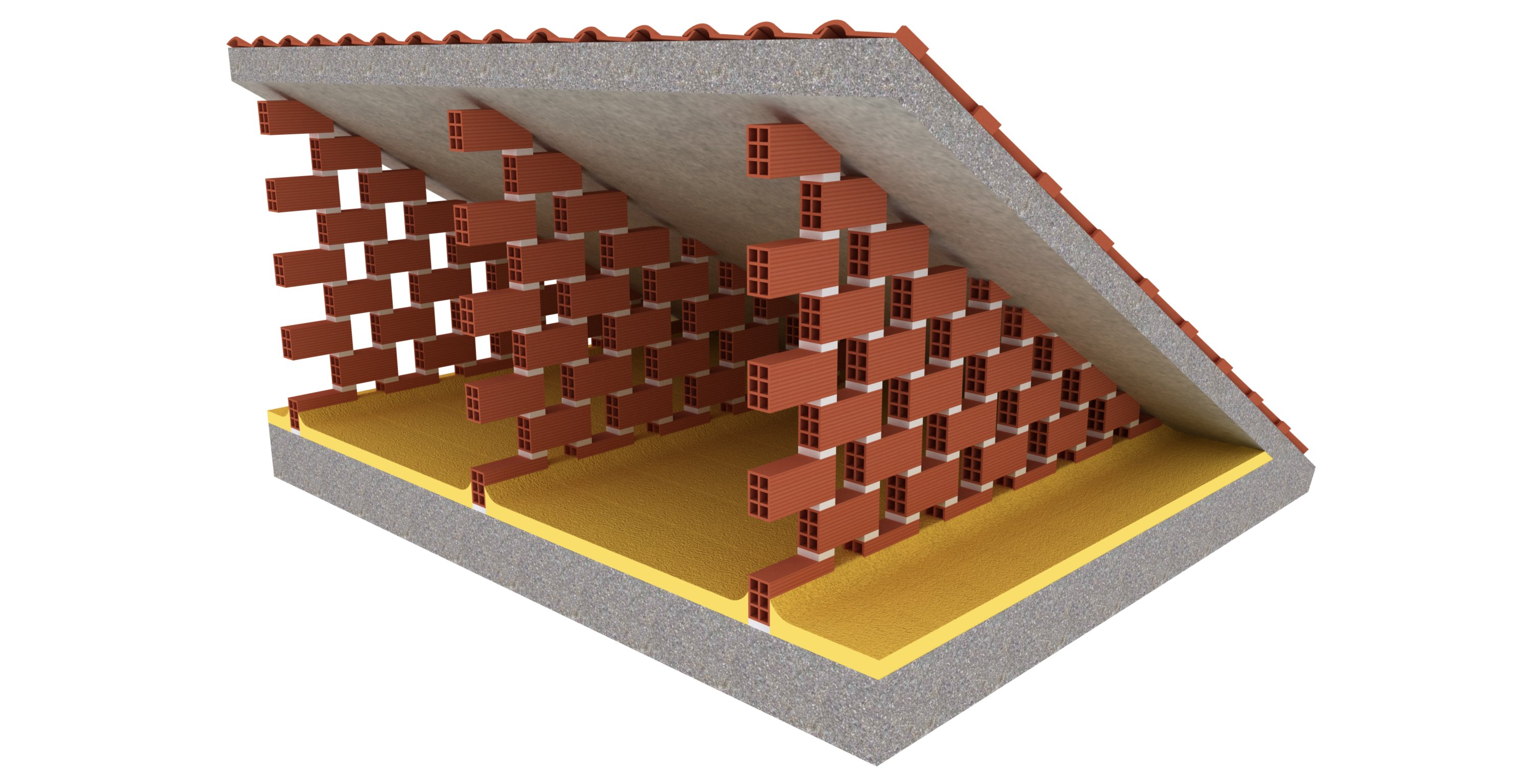
Cerramiento de cubierta inclinada compuesto por un forjado inclinado apoyado sobre tabiques palomeros, y aislado con poliuretano proyectado entre tabiques. Solución recomendada para rehabilitación.

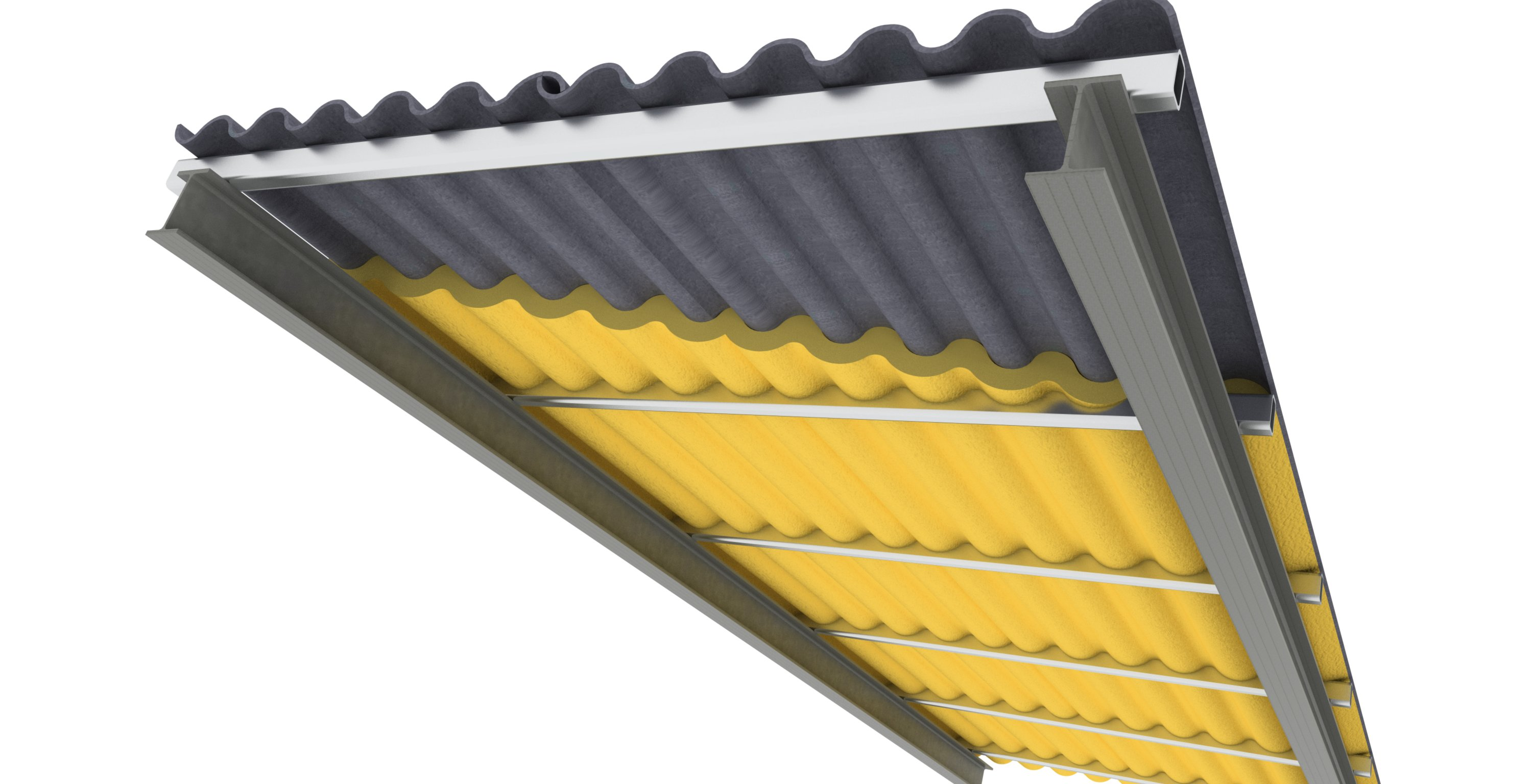
Cerramiento de cubierta compuesto por chapa metálica, placa de fibrocemento o teja, aislada con poliuretano proyectado por el interior. Solución recomendada para rehabilitación.

Cubierta ligera aislada por el interior

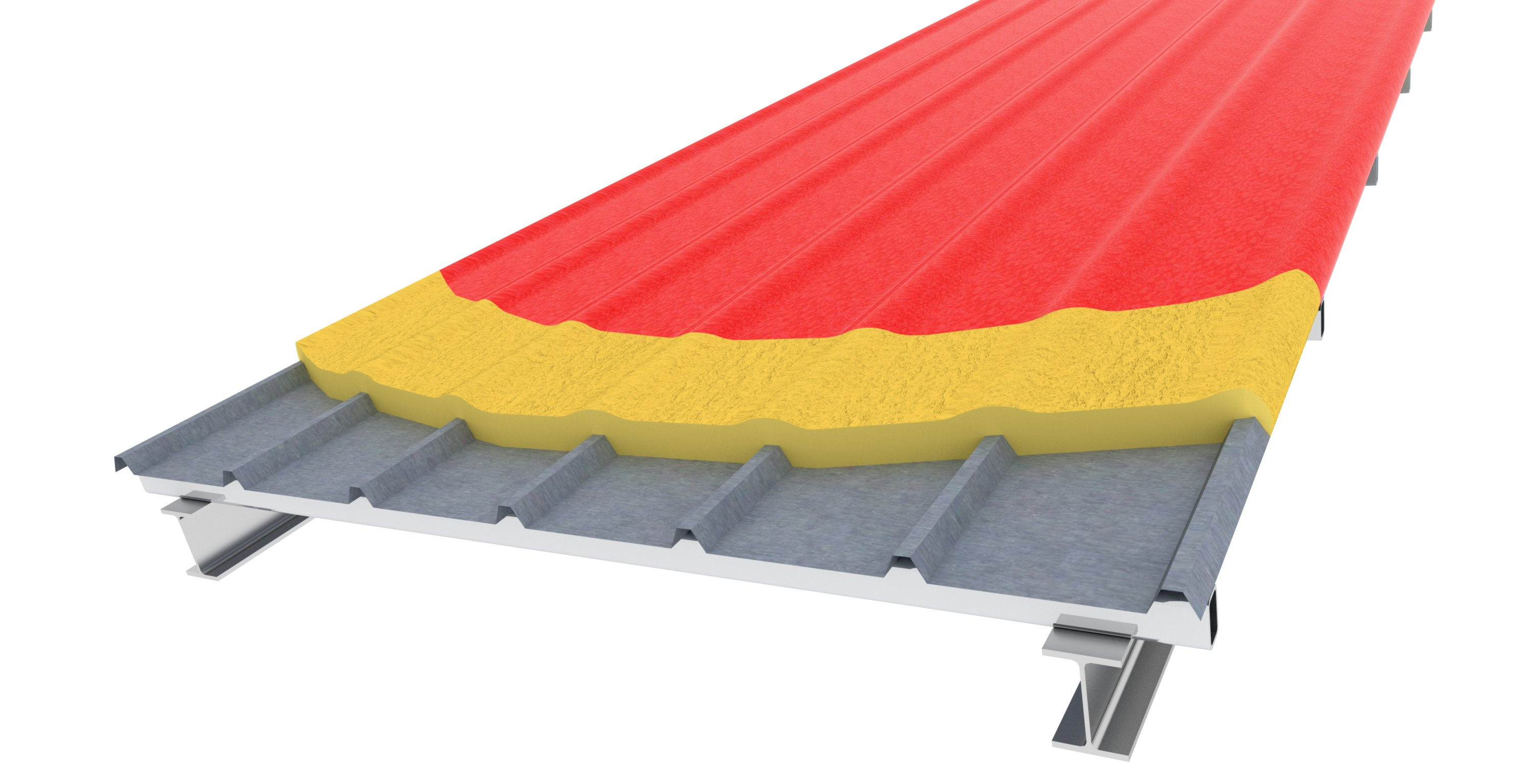
Cerramiento de cubierta compuesto por chapa metálica, placa de fibrocemento o teja, aislada con poliuretano proyectado por el exterior, y posterior protección de la espuma. Solución recomendada para rehabilitación.

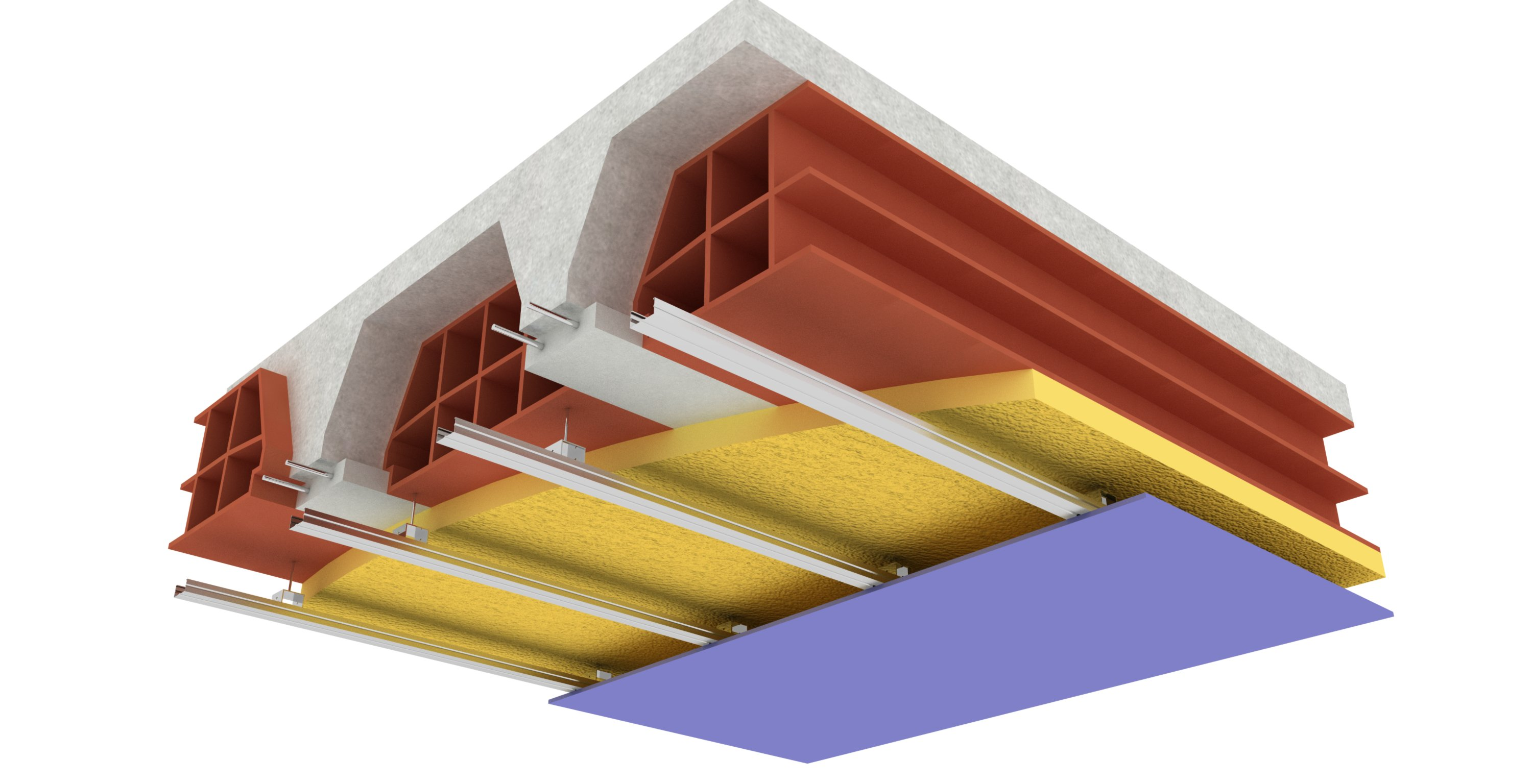
Cerramiento horizontal aislado por debajo con poliuretano proyectado. Solución válida para obra nueva y rehabilitación.

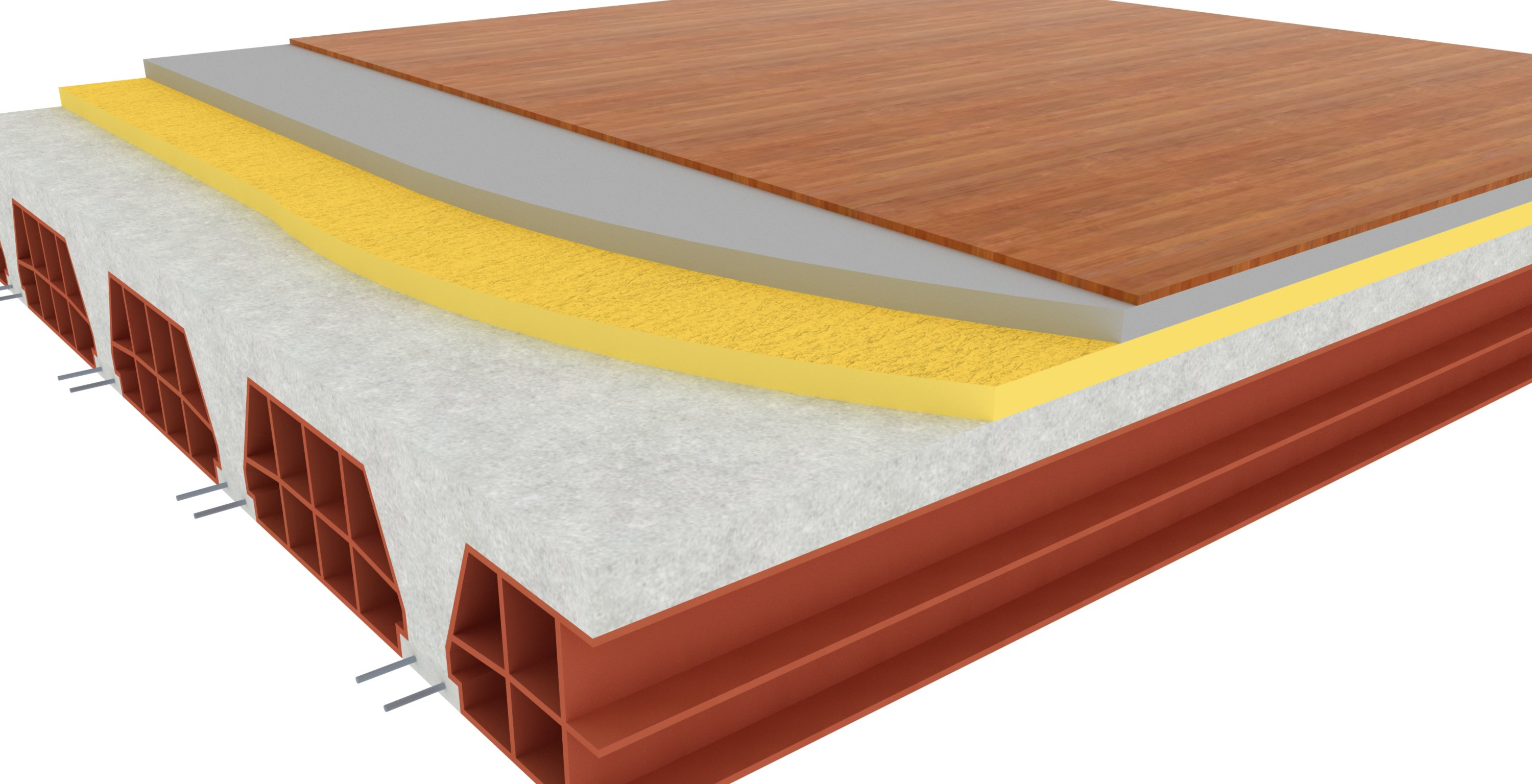
Cerramiento horizontal aislado por arriba con poliuretano proyectado. Solución válida para obra nueva y rehabilitación.

Cubierta ligera aislada por el exterior
Techo
Suelo